# Hesperomannia arbuscula
Hesperomannia arbuscula (tên tiếng Anh: Maui Hesperomannia) là một loài thực vật có hoa thuộc họ Asteraceae, là loài đặc hữu của các đảo Oʻahu và Maui ở Hawaiʻi. Nó được tìm thấy ở các khu rừng ẩm hỗn hợp và rừng mưa nhiệt đới Hawaii ở độ cao 350–900 m (1.150–2.950 ft). Nó bị đe dọa do mất môi trường sống.